# Ondřej Buddeus

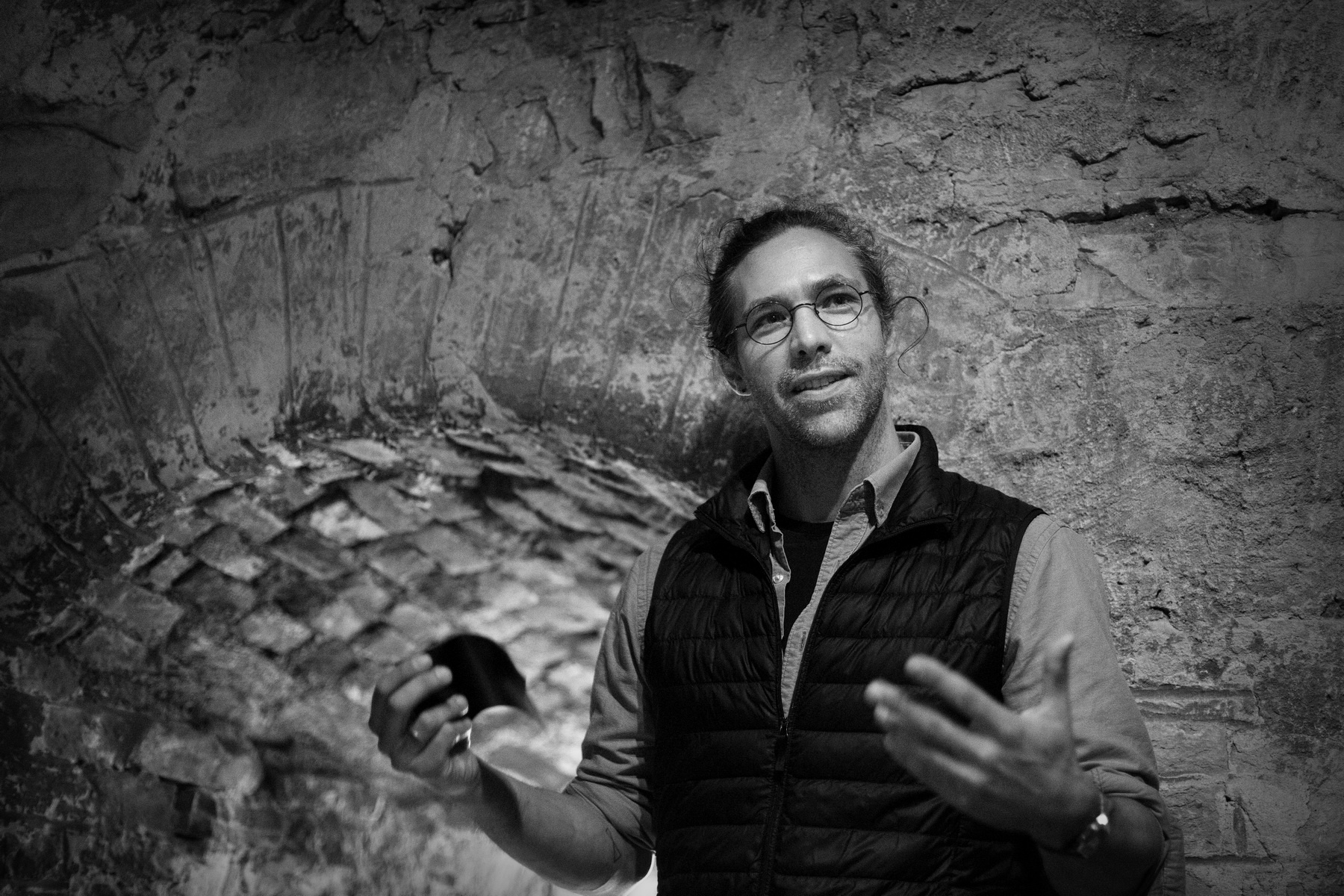
Ondřej Buddeus 2024, Foto von M. Malůšek

Ondřej Buddeus (* 15. Januar 1984 in Prag) ist ein tschechischer Schriftsteller, Journalist und Übersetzer aus dem Deutschen und Norwegischen.

## Leben
Buddeus studierte Übersetzungswissenschaft (Deutsch) und Nordistik an der Philosophischen Fakultät der Karls-Universität in Prag. Seine Dissertation widmete er dem Verhältnis von Fiktionalitätstheorie und Lyrik.
Von 2011 bis 2014 war er Chefredakteur der Literaturzeitschrift Psí víno, die unter seiner Leitung ein ausgeprägt internationales Profil erhielt. Zwischen 2014 und 2017 arbeitete er im Theater Alfred ve dvoře in Prag.
Von 2017 bis 2019 leitete Buddeus die staatliche Literaturagentur Tschechisches Literaturzentrum / CzechLit. Seit 2019 ist er als wissenschaftlicher Assistent an der Akademie der Bildenden Künste in Prag tätig, wo er sich mit den Beziehungen zwischen Literatur und bildender Kunst sowie mit Themen des künstlerischen Forschens und der experimentellen Literatur beschäftigt. Buddeus ist Mitglied des tschechischen Schriftstellerverbands Asociace spisovatelů.

## Werk
Buddeus' Werk umfasst Lyrik, Kurzprosa, Kinder- und Jugendliteratur sowie Herausgeber- und Übersetzertätigkeiten. Seine Arbeit ist geprägt von literarischen Experimenten und interdisziplinären Ansätzen. Er verbindet Texte häufig mit visuellen Medien, typographischem Design, Performance oder Musik. Neben seiner eigenen Arbeit kooperiert er regelmäßig mit bildenden Künstlern (u. a. David Böhm, Pavla Sceranková, Jiří Franta) und Musikern (Matouš Hejl, Ian Mikyska). 2013 wurde er für seinen Gedichtband rorýsy (2012) mit dem Jiří-Orten-Preis für junge Schriftsteller ausgezeichnet. Für das Kinderbuch Hlava v Hlavě (Kopf im Kopf) (2013) bekam er gemeinsam mit David Böhm den Literaturpreis Magnesia Litera.
Texte von Buddeus wurden in mehrere Sprachen übersetzt, darunter Deutsch. Im deutschen Sprachraum veröffentlichte er u. a. in den Anthologien Die letzte Metro (2017) oder Summen. Poesie aus Tschechien (2016). 2017 erschien die deutsche Übersetzung seines Kinderbuchs Kopf im Kopf, das für den Deutschen Jugendliteraturpreis nominiert wurde, 2024 folgte das Kinderbuch Fahr Rad (zusammen mit Jindřich Janíček), das 2025 ebenfalls für den Jugendliteraturpreis nominiert wurde.

### Lyrik
- zóna (zone), Rubato (grafický design: Jaroslav Tvrdoň), 2016
- rorýsy (durch mauersegler), fra, 2012
- 55 007 znaků včetně mezer (55.007 Zeichen einschließlich Leerzeichen), Nakladatelství Petr Štengl (Design: MAKE*detail), 2011
- Orangutan v zajetí má sklony k obezitě (Ein Orangutan in Gefangenschaft neigt zu Fettleibigkeit), mit Alžběta Skálová (Illustration) und Martina Kupsová (Design), Napoli 2011

### Prosa
- dva tisíce devatenáct: měsíc snů – měsíc odříkání – měsíc nerozhodnosti – měsíc mimořádných událostí – měsíc skutečnosti – měsíc těla – měsíc zpomalení – měsíc oddalování – měsíc protínání – měsíc práce – měsíc vzpomínek a zapomínání – měsíc do všech stran (Zweitausendneunzehn: Monat der Träume – Monat des Verzichts – Monat der Unentschiedenheit – Monat der außergewöhnlichen Ereignisse – Monat der Wirklichkeit – Monat des Körpers – Monat der Verlangsamung – Monat der Aufschiebens – Monat der Überschneidungen – Monat der Arbeit – Monat der Erinnerungen und des Vergessens – Monat zu allen Seiten), literarisches Design – Kalender, Papelote, 2018
- 365 + 1 román (365 + 1 Roman), literarisches Design – Kalender, Papelote, 2015

### Kinder- und Jugendliteratur
- Fahr Rad (Tschechisch: Kolo. Dopravní prostředek budoucnosti, Paseka, 2024), mit Jindřich Janíček, übersetzt von Lena Dorn, Karl Rauch Verlag, 2024
- Uááá (Uaaah), mit Barbora Fástrová und Jaromír Skácel, Meandr, 2024
- Kopf im Kopf, mit David Böhm, übersetzt von Doris Kouba, Karl Rauch Verlag, 2017
- Hlava v hlavě, mit David Böhm, Labyrint, 2013 (erweiterte Ausgabe 2020)

### Künstlerische und multimediale Projekte
- Denkmal für Kriegsveteranen in Ostrava, mit Pavla Sceranková, 2022
- a me, Tranzit Display (mit Grafikdesign von studio MÜTANTA), gedruckte und Online-Publikation: www.a-me.info, 2014

### Herausgebertätigkeit
- A wie Antarktis, (von David Böhm), 2022, Karl Rauch Verlag, Lektorat; übers. von Lena Dorn, ausgezeichnet mit dem Deutschen Jugendliteraturpreis 2022
- Je to jízda. O svobodě na kole ve městě i krajině (Es geht um’s Fahren. Über die Freiheit auf dem Rad in Stadt und Land), Hg. und Essay, Paseka, 2021
- Zpráva o uměleckém výzkumu pro AVU (Bericht über die künstlerische Forschung für die Akademie), (mit Magdalena Stanová), Hg. und Mitautor, Akademie der bildenden Künste in Prag, 2021
- Třídit slova. Literatura a konceptuální tendence 1949–2015 (Wörter sortieren. Literatur und konzeptuelle Tendenzen 1949–2015), (mit Markéta Magidová), Akademie der bildenden Künste in Prag, 2016
- DISPLEJ.eu: Anthologie zeitgenössischer Poesie aus Tschechien, Deutschland und der Slowakei[8], (mit Peter Dietze), Psí víno, 2015

### Übersetzungen
Buddeus veröffentlichte Übersetzungen aus dem Deutschen (u. a. Georg Leß, Dagmara Kraus, Uljana Wolf, Josef Winkler, Theodor Herzl) und Norwegischen (u. a. Jan Erik Vold, Audun Mortensen).

## Auszeichnungen und Nominierungen
- 2025: Nominierung, Deutscher Jugendliteraturpreis (für Fahr Rad)
- 2024: Art Grand Slam, Kategorie: Buch
- 2017: Nominierung, Deutscher Jugendliteraturpreis, Frankfurter Buchmesse (für Kopf im Kopf)
- 2015: Nominierung, Die Schönsten Bücher der Tschechischen Republik (für DISPLEJ.eu, Hg. mit Peter Dietze)
- 2014: Magnesia Litera (mit David Böhm für Hlava v hlavě)
- 2014: Das schönste Kinderbuch (mit David Böhm für Hlava v hlavě)
- 2014: Nominierung, Zlatá stuha, IBBY Czech Rep. (Sachbuch für Kinder, Hlava v hlavě)
- 2013: Jiří-Orten-Preis (für rorýsy)
- 2012: Nominierung, Jiří-Orten-Preis (für 55 007 znaků včetně mezer und Orangutan v zajetí má sklony k obezitě)
- 2012: Nominierung, Magnesia Litera (für 55 007 znaků včetně mezer)
- 2010: Nominierung, Dresdner Lyrikpreis